# Sphaerocodon melananthum
Sphaerocodon melananthum är en oleanderväxtart som först beskrevs av Karl Moritz Schumann, och fick sitt nu gällande namn av Nicholas Edward Brown. Sphaerocodon melananthum ingår i släktet Sphaerocodon och familjen oleanderväxter. Inga underarter finns listade i Catalogue of Life.